# Vila Boa (Galiza)

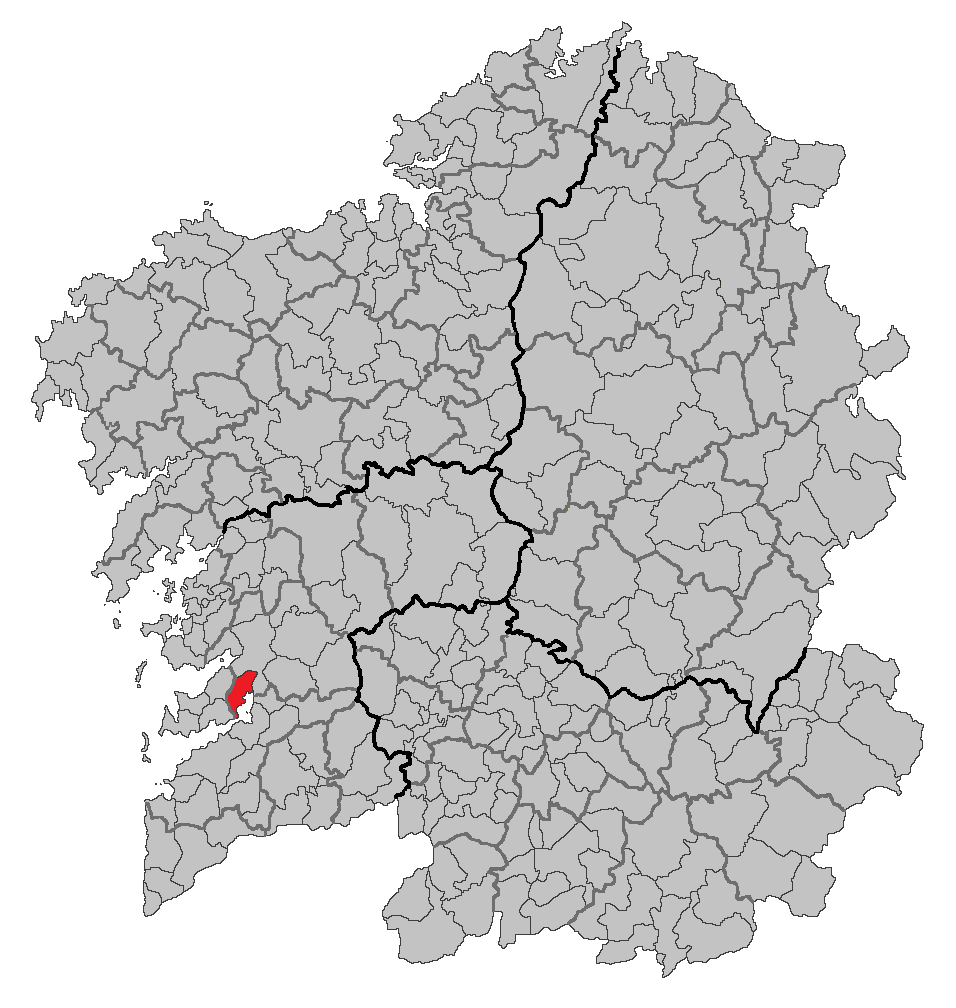
Localização de Vilaboa

Vila Boa (Vilaboa) é um município da Espanha na província de Pontevedra, comunidade autónoma da Galiza, de área 37,5 km² com população de 6015 habitantes (2007) e densidade populacional de 157,81 hab/km².

## Demografia
| Variação demográfica do município entre 1991 e 2004 | Variação demográfica do município entre 1991 e 2004 | Variação demográfica do município entre 1991 e 2004 | Variação demográfica do município entre 1991 e 2004 |
| --------------------------------------------------- | --------------------------------------------------- | --------------------------------------------------- | --------------------------------------------------- |
| 1991                                                | 1996                                                | 2001                                                | 2004                                                |
| 5806                                                | 5639                                                | 5735                                                | 5853                                                |